# Gare de Laroque-d'Olmes
La gare de Laroque-d'Olmes est une ancienne gare ferroviaire française de la ligne de Moulin-Neuf à Lavelanet, située sur le territoire de la commune de Laroque-d'Olmes, dans le département de l'Ariège, en région Occitanie.
Mise en service en 1903, elle est fermée au trafic au cours du XXe siècle (1946 pour les voyageurs, 1973 pour les marchandises).

## Situation ferroviaire
Établie à 469 mètres d'altitude, la gare de Laroque-d'Olmes est située au point kilométrique (PK) 124,9 de la ligne de Moulin-Neuf à Lavelanet, entre les anciennes gares de La Bastide - Le Peyrat et de Lavelanet. Elle est localisée à l'écart du bourg de Laroque, sur la route de La Bastide-sur-l'Hers.

## Valorisation du patrimoine
L'ancien bâtiment voyageurs a été reconverti en discothèque, l'Orient-Express, en 1995,, devenu Le Terminu's en 2017.
L'association Atout fruit qui œuvre pour la sauvegarde des anciennes variétés fruitières dans le Quercob et le pays d'Olmes va planter des arbres fruitiers sur les terrains de la voie verte et notamment aux abords de la gare.